# Municipio 6 (condado de Morris)
El municipio 6 (en inglés: Township 6) es un municipio ubicado en el condado de Morris en el estado estadounidense de Kansas. En el año 2010 tenía una población de 102 habitantes y una densidad poblacional de 1,3 personas por km².

## Geografía
El municipio 6 se encuentra ubicado en las coordenadas 38°44′3″N 96°51′50″O / 38.73417, -96.86389. Según la Oficina del Censo de los Estados Unidos, el municipio tiene una superficie total de 78.28 km², de la cual 78.16 km² corresponden a tierra firme y (0.16%) 0.12 km² es agua.

## Demografía
Según el censo de 2010, había 102 personas residiendo en el municipio 6. La densidad de población era de 1,3 hab./km². De los 102 habitantes del municipio 6, el 100% eran blancos.